# 義本
義本（ぎほん、1206年（開禧2年） - 没年不詳）は、舜天王統最後（3代目）にして、第3代琉球国王とされる人物。在位11年（1249年（淳祐9年） - 1259年（開慶元年））。神号は不伝。
父・舜馬順煕の死後、44歳で即位したが、国内に飢饉や疫病が流行した。群臣の薦めで英祖に政治を任せたところ、災厄は収まったため、英祖に王位を譲ったとされる。これにより、英祖を祖とする英祖王統が始まり、舜天王統は滅亡した。
退位後の義本の消息は不明であるが、沖縄本島や奄美群島各地に彼を葬ったと伝えられる墓が存在している。
先代の舜天王統各王と同様に、「琉球国中山王」は史書による追封号である。

## 名前
東恩納寛惇は、義本という名の意義を不明とした。義本を含む舜天王統の王名は、『おもろさうし』や『歴代宝案』に見受けられる琉球人の名前における漢字・かな表記とは特殊で、後世になって付けられた諡（おくりな）ではないかと思われる。『中山世譜』は、義本の姓を「源（みなもと）」としている。神号は不伝。
石井望は義本を玉城城の百名村の古氏「儀武」として、父の舜馬順熙の熙は北宋『集韻』に見られる形声文字の主流で「い」音だとして、島添は「すますい」となり、舜天王統の実在性を主張している。

## 経歴
義本は、彼を含む舜天王統と同様、存在さえ不明であり、実在しない伝説上の人物と考えられる。
義本は舜天王統3代目にして最後の王と伝えられ、『中山世鑑』によれば、舜馬順煕の第一王子として、1206年（開禧2年）に生誕したという。舜馬順煕を父としていることから、義本は舜天の孫にあたる。舜馬順煕の死後、1249年（淳祐9年）に44歳で即位し、父より「琉球国中山王」の3代目を引き継いだとされる。しかし、その翌年に国内に飢饉が、さらにその翌年から疫病が流行し、国民の半数が死亡したという。ジョージ・H・カーは、自書『琉球の歴史』において、日本では台風や地震による被害を受け、さらにヨーロッパでも天候不順で飢饉に陥り、ペストが流行するなど、この時期は琉球はもとより世界的に災難が訪れていたと述べている。この国状を憂いた義本は群臣を呼び集め、徳の無い自分の代わりに誰に国を譲るべきかを問い下したところ、皆は英祖を推薦した。試しに英祖に政治を行わせると、災厄は止み、国は大いに治まったという。1259年（開慶元年）、英祖が摂政を務めて7年目、在位11年にして54歳の義本は、英祖に王位を譲ったとされる。
彼が統治していたとされる時期は、小規模のグスクが各地に点在し、まだ沖縄本島全域を統治するに至った人物は現れていないとされる。『中山世譜』によれば、天孫氏王統が王城を首里に築き、それ以降の王統も首里城を居城としていたというが、義本らの舜天王統は浦添城と伝えられている。
『中山世譜』によれば、退位後の義本の消息を不明と伝え、彼の母や妃、世子も不伝とある。しかし、義本にまつわる伝説や墓が、沖縄本島や奄美群島にも言い伝えられている。後節の「各地の義本王伝説」と「陵墓」を参照。

## 王位禅譲説について
『中山世鑑』、『中山世譜』、『球陽』といった琉球の正史や、中国側で著された徐葆光の『中山伝信録』にも、義本は英祖に王権を譲位したと記している。糸数兼治は、『中山世鑑』と『中山世譜』それぞれにおいて、義本の英祖への禅譲に対する評価が異なることを指摘した。『中山世鑑』は、徳を備えた英祖に王位を譲ろうとした義本がいたからこそ、英祖は王として存在しえたと評価したが、『中山世譜』は、国が災厄に陥った状況下で、徳をおさめる努力もせず、自分に徳が無いと憂いただけの義本は、元から王になる資質を備えていなかったと批判している。評価の異なる理由として、『中山世鑑』の主編者である羽地朝秀と、『中山世譜』の蔡温が学んだ儒学の違いによるものとした。
歴史学者である伊波普猷、東恩納寛惇、比嘉春潮、高良倉吉、ジョージ・H・カーらは、義本の王位禅譲説について肯定的か、あるいは一応否定的に捉えているものの、詳細に分析や考察を行っていない。そこで、井上秀雄は英祖によるクーデター説を提唱している。理由として、義本の禅譲について書いた琉球の正史は信憑性に乏しく、義本側から調査する必要があることを挙げた。カーは、義本の治世に発生した飢饉・疫病が、琉球のみならず世界中で起きていたと述べ、井上は、世が世ならば平穏に過ごせていた義本に、この災難を克服するほどの政治手腕はなく、英祖が情勢不安の中に追い込まれた義本をうまく利用したのではないかと推測している。さらに、退位後に消息不明となったにもかかわらず、義本と伝えられる墓が存在していることも挙げ、もし実際に王位を平和裏に譲ったのならば、英祖を葬ったとされる「浦添ようどれ」のような立派な陵墓を造営し、後世にわたっても墓の管理を怠らなかったはずであるとした。次に、井上は、琉球の正史が1609年の薩摩侵入以降に編纂されたことも理由に挙げている。正史の作成段階で、少なからず島津氏から検閲を受け、事実を書けない状況に置かれていたとし、島津氏が、同じく源氏の流れを汲むと伝えられる舜天王統が英祖という地元の人間に滅ぼされたとなると、自尊心を傷つけられ、クーデターを認めるはずがなく、歴史の改竄が行われていたであろうと述べた。

## 各地の義本王伝説

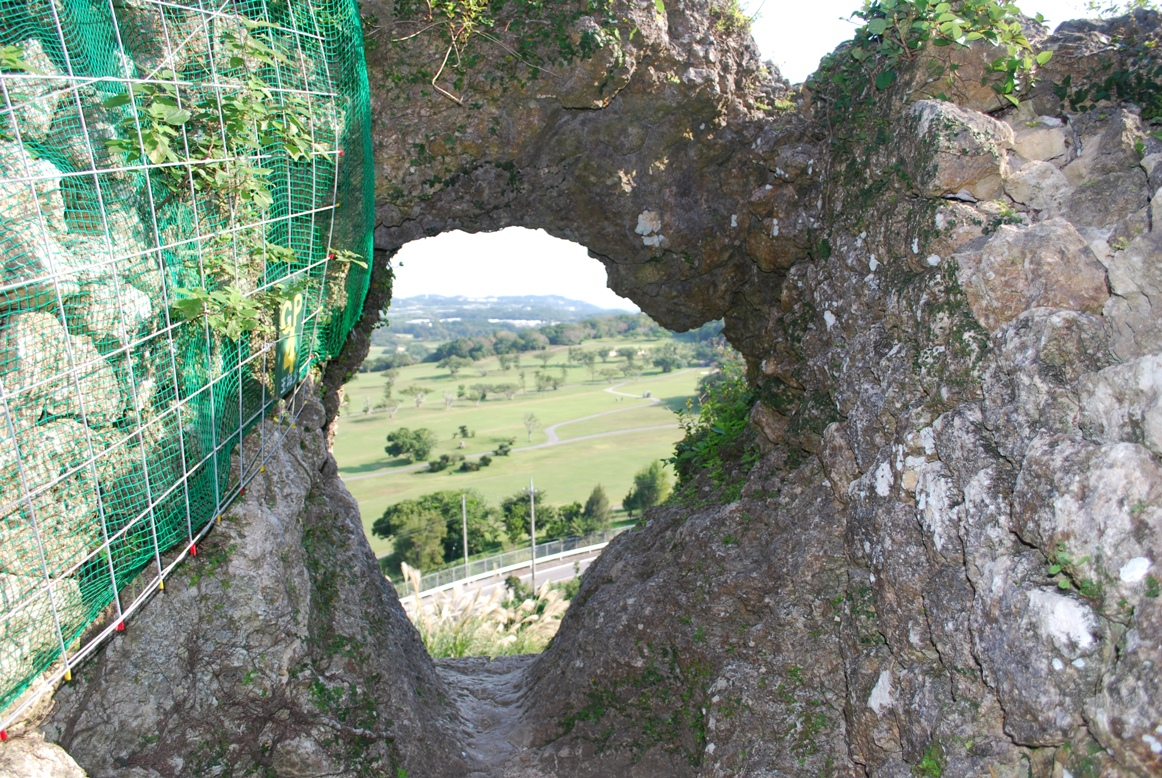
玉城城主郭の城門。

沖縄本島南部の玉城城に義本にまつわる伝説が残されている。退位後の義本は「天つぎ・あまつぎ」といわれる玉城城に現れ、自分の不徳を天に詫びようと焼身自殺を図った。城内で薪を積み上げ、その上に座り、臣下に火をつけるよう命令した。しかし、義本に燃え移ろうとした時、突然空が曇り始め、大雨をもたらした。これにより、焼死は免れ、失意のうちに臣下と共に帰路についたが、大雨による増水で来た道が川となっていたので、義本は仕方なく泳いで渡った。この渡った場所が、「泳ぎ口」と呼ばれ、後に「上江洲口（イイジグチ）」となった、といわれている。この伝説から、飢饉や疫病といった災厄の責任をとらされる司祭としての側面を持った王の性質を見て取る見解もある。
義本の直系子孫といわれる花崎家の伝承によれば、国頭村の辺戸に隠遁し、時世が落ち着いてから読谷村の瀬名波に渡り、晩年は北中城村仲順で没したという。国頭村辺戸に逃れた義本は、祝女との間に男子を儲け、それが第二尚氏尚円王の祖先であるという。また、辺戸に向かう道すがら、同村の佐手という集落に立ち寄り、「サチのウイ」とよばれる場所の井戸水を飲み、ここが当地区発祥の地と言い伝えられている。さらに同村の与那集落でも、辺戸へ行く途中に、現地の女性との間に2人の子供を授かったといい、伊地集落には、義本が海から上陸した浜と、水を飲んだ川や登ったとされる山があるという。
鹿児島県の奄美群島にも義本王伝説がある。奄美大島の芝家によると、退位後の義本は「阿麻弥（あまみ）島」に渡り、当地に定住した。その子孫が芝家となり、義本の子・継好（つぐよし）が奄美大守と称したとされる。また、喜界島にも、「ジブンシュー伝説」なるものが存在し、「ジブン」とは義本の転訛とされ、「シュー」は高貴の人に対して付けられる尊称、すなわち「主」と解される。また、師玉家系図によると義本王の嫡子は阿麻彌島（徳之島）天城町平土野に密かに隠れたと記されている。

## 陵墓
義本を葬ったと伝えられる墓は、知られている中で、沖縄本島北部の国頭村に7か所、中部の北中城村に1か所、そして鹿児島県奄美群島に2か所、計10か所に点在している。退位後の義本の消息は不明であるが、それが人々の関心と同情を買い、その後、義本と由縁があると称する者が墓を設置している。
沖縄県国頭郡国頭村の辺戸に、義本を葬ったと伝えられる墓がある。これは「辺戸玉陵」と呼ばれ、高さ約1メートルの石垣で囲い、その中に縦・横約1.8メートル、高さ約3メートルの石造りの墓が築かれている。明治初期に第二尚氏によって改修させられ、墓は近代的な構造になっている。義本が辺戸に住む佐久真家の家宅を仮寓にしたと言われ、尚穆王時代以降に当家が墓守に任命されたという。
同県中頭郡北中城村の仲順（ちゅんじゅん）に、「ナスの御嶽」とよばれる御嶽がある。その中に石垣があり、その奥の岩が当御嶽の本体（イベ）である。さらにその岩の上に、舜天と舜馬順煕の二人の王を葬ったとされる、コンクリート製の墓が存在するが、義本も葬られているとされ、「ナスの御嶽」は「義本王の墓」とも呼ばれている。
国頭村辺戸以外にも、同村の伊地には「一つ墓（ティーチバカ）」と呼ばれる墓があるが、文化財保護委員会による調査で、義本のものと思われる遺物は発見できなかった。また、同村の佐手や半地地区など、さらに、奄美群島にも義本と伝えられる墓は所在している。